# Żdżarki
Żdżarki – wieś sołecka w Polsce położona w województwie mazowieckim, w powiecie grójeckim, w gminie Nowe Miasto nad Pilicą.
W latach 1975–1998 miejscowość administracyjnie należała do województwa radomskiego.
Przez wieś przebiega droga wojewódzka nr 728.
Wierni kościoła rzymskokatolickiego należą do parafii św. Jadwigi w Odrzywole.